# Station Schoonaarde
Station Schoonaarde is een spoorwegstation op spoorlijn 53 (Schellebelle-Leuven) in Schoonaarde, een deelgemeente van de stad Dendermonde. Het is nu een stopplaats.
Schoonaarde beschikt over een stationsgebouw dat dateert uit de tijd dat de standaardisatie ingezet werd. Groep Gent en Doornik bouwden identieke stations, naast Schoonaarde kan dit gebouw nog teruggevonden worden in Leupegem en Frasnes-lez-Buissenal.
Op 1 juli 2004 werd het stationsgebouw gesloten. Sinds 2014 staat op het perron een biljetautomaat.
Om de sporen over te steken is een verbindingstunnel voorzien. De tunnel ligt er netjes bij. Wel is ze enkel via trappen toegankelijk. Dit kan problematisch zijn voor rolstoelgebruikers.
Op het perron naar Gent toe bevindt zich een wachthuisje. Binnenin zijn bankjes geplaatst. Op het andere perron zijn (gezien de afwezigheid aan andere schuilmogelijkheden) twee wachthokjes van het nieuwe type geplaatst. Hierin zijn evenwel geen zitmogelijkheiden.
Er zijn twee fietsenstallingen, één bevindt zich net naast het voormalige stationsgebouw. Het andere tegen het wachthuisje op het andere perron. Tevens is er een pendelaarsparking op het stationspleintje.

## Galerij

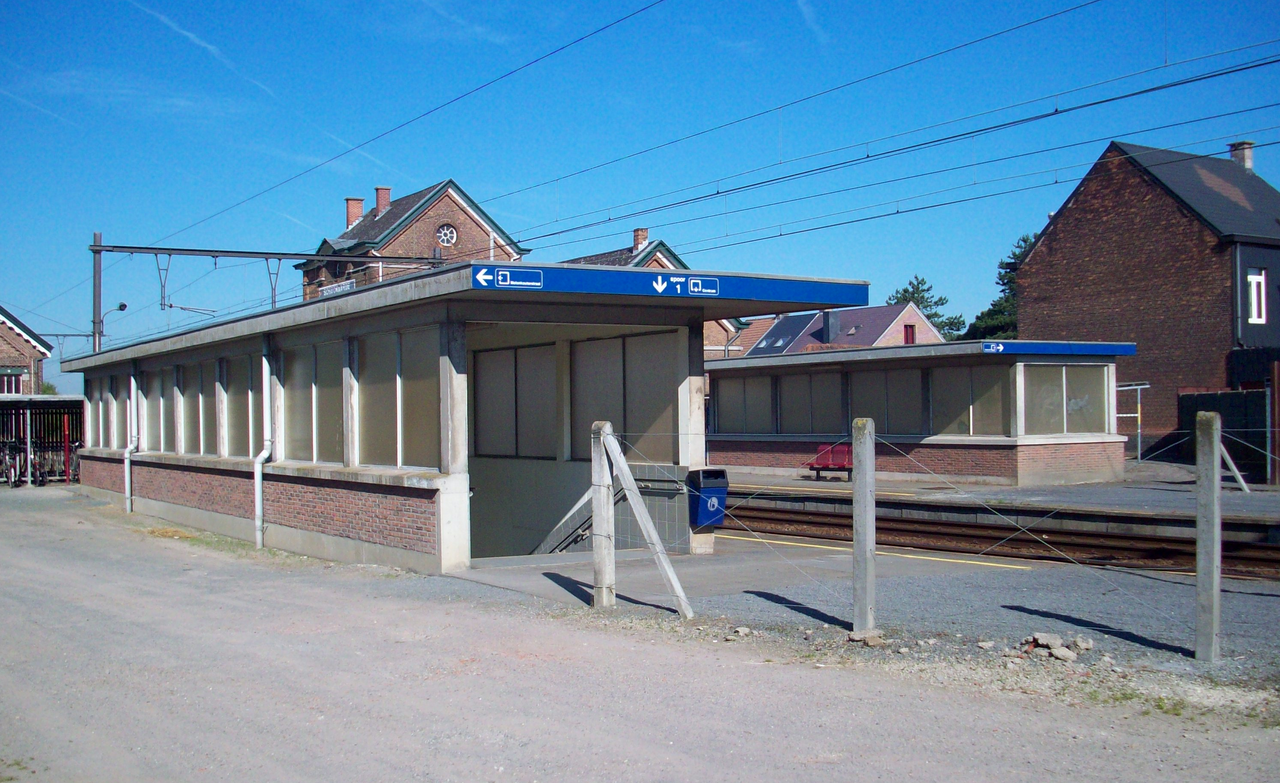
Toegang verbindingstunnel
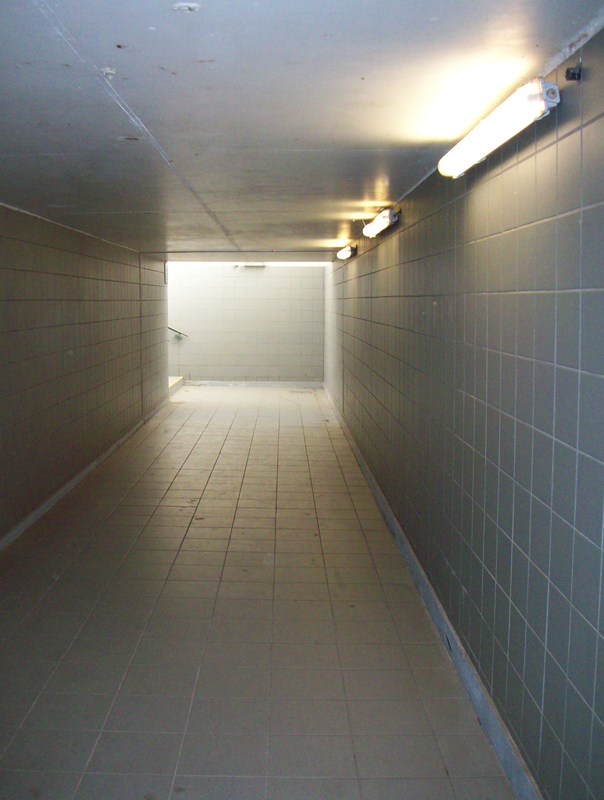
Verbindingstunnel
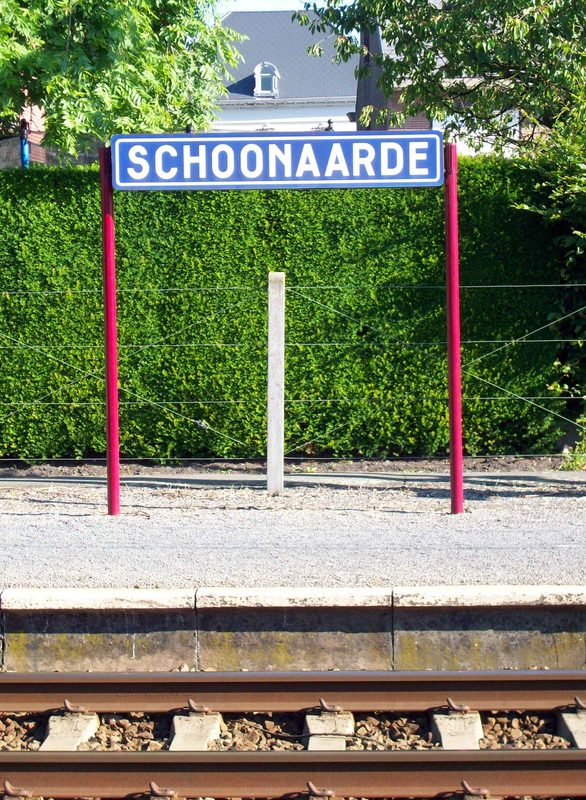
Naambord station Schoonaarde
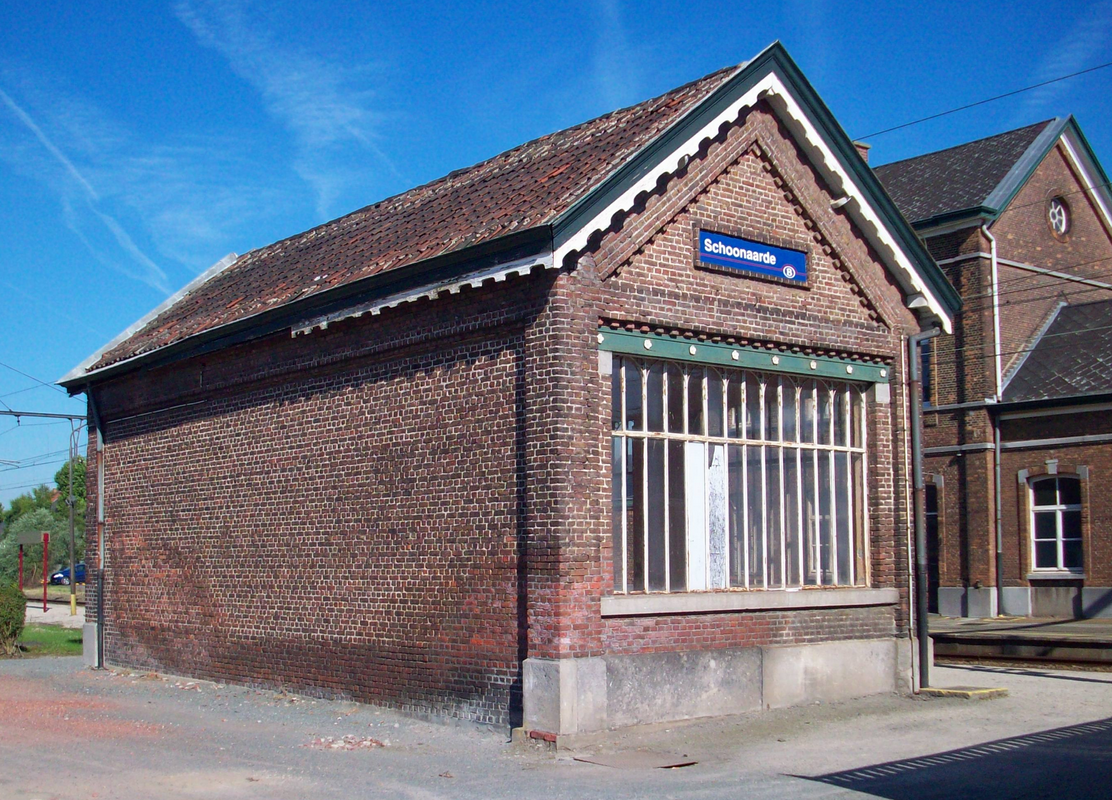
Wachthuisje
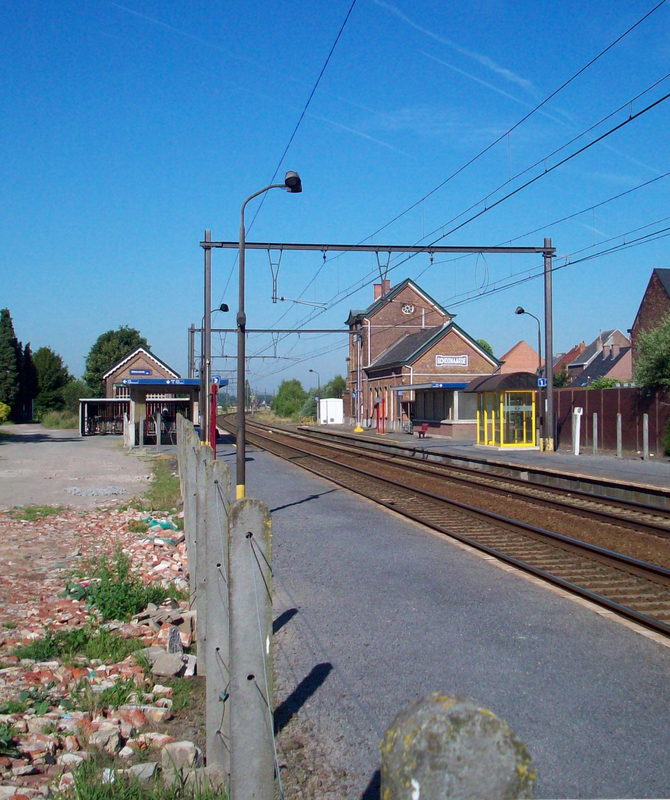
Zicht op het stationscomplex
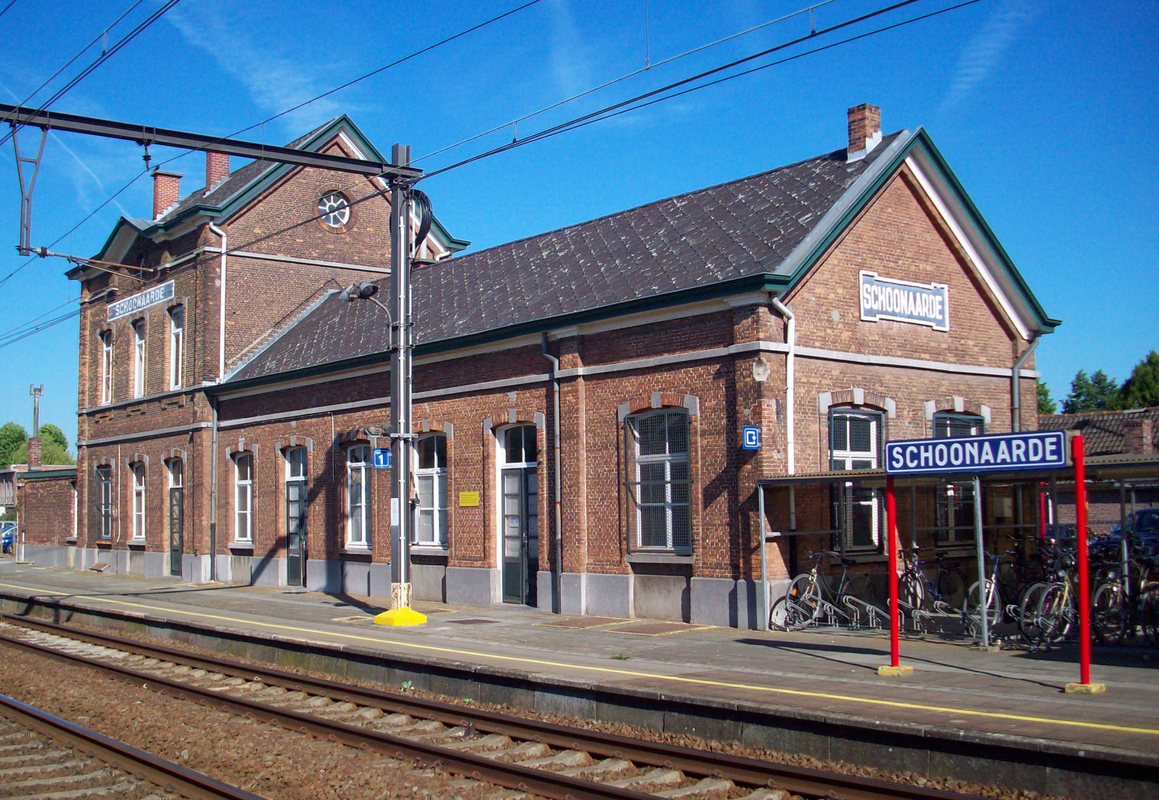
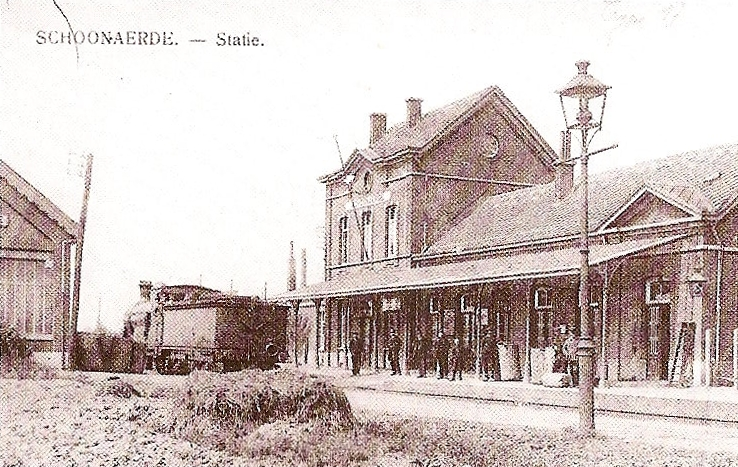
Oude prentkaart

## Treindienst
| Serie | Treinsoort     | Route | Bijzonderheden |
| ----- | -------------- | --- | --- |
| L 550 | L-trein (NMBS) | Mechelen – Dendermonde – Schoonaarde – Gent-Sint-Pieters – Brugge – [ Zeebrugge-Strand ] / [ Zeebrugge-Dorp ] | Rijdt in het weekend tussen Zeebrugge-Strand - Gent-Sint-Pieters. Rijdt enkel in juli en augustus in de week tussen Zeebrugge-Strand - Mechelen. |
| L 850 | L-trein (NMBS) | Mechelen – Dendermonde – Schoonaarde – Gent-Sint-Pieters – Kortrijk                                           | Rijdt alleen in het weekend. |

## Reizigerstellingen
De grafiek en tabel geven het gemiddeld aantal instappende reizigers weer op een week-, zater- en zondag.
| Tabel: aantal instappende reizigers station Schoonaarde | Tabel: aantal instappende reizigers station Schoonaarde | Tabel: aantal instappende reizigers station Schoonaarde | Tabel: aantal instappende reizigers station Schoonaarde |
|                                                         | Weekdag                                                 | Zaterdag                                                | Zondag                                                  |
| ------------------------------------------------------- | ------------------------------------------------------- | ------------------------------------------------------- | ------------------------------------------------------- |
| 1977                                                    | 249                                                     | 17                                                      | 9                                                       |
| 1978                                                    | 255                                                     | 18                                                      | 9                                                       |
| 1979                                                    | 242                                                     | 18                                                      | 12                                                      |
| 1980                                                    | 255                                                     | 37                                                      | 35                                                      |
| 1981                                                    | 301                                                     | 36                                                      | 36                                                      |
| 1982                                                    | 351                                                     | 72                                                      | 35                                                      |
| 1983                                                    | 239                                                     | 25                                                      | 21                                                      |
| 1984                                                    | 267                                                     | 26                                                      | 30                                                      |
| 1985                                                    | 281                                                     | 41                                                      | 39                                                      |
| 1986                                                    | 317                                                     | 40                                                      | 36                                                      |
| 1987                                                    | 256                                                     | 54                                                      | 39                                                      |
| 1988                                                    | 299                                                     | 36                                                      | 51                                                      |
| 1989                                                    | 316                                                     | 30                                                      | 35                                                      |
| 1990                                                    | 276                                                     | 35                                                      | 38                                                      |
| 1991                                                    | 296                                                     | 32                                                      | 36                                                      |
| 1992                                                    | 321                                                     | 29                                                      | 26                                                      |
| 1993                                                    | 348                                                     | 24                                                      | 38                                                      |
| 1994                                                    | 297                                                     | 47                                                      | 43                                                      |
| 1995                                                    | 296                                                     | 32                                                      | 41                                                      |
| 1996                                                    | 275                                                     | 64                                                      | 47                                                      |
| 1997                                                    | 281                                                     | 57                                                      | 50                                                      |
| 1998                                                    | 331                                                     | 66                                                      | 51                                                      |
| 1999                                                    | 275                                                     | 48                                                      | 53                                                      |
| 2000                                                    | 276                                                     | 72                                                      | 87                                                      |
| 2001                                                    | 232                                                     | 58                                                      | 60                                                      |
| 2002                                                    | 244                                                     | 84                                                      | 108                                                     |
| 2003                                                    | 210                                                     | 66                                                      | 72                                                      |
| 2004                                                    | 189                                                     | 62                                                      | 74                                                      |
| 2005                                                    | 225                                                     | 73                                                      | 80                                                      |
| 2006                                                    | 265                                                     | 76                                                      | 122                                                     |
| 2007                                                    | 212                                                     | 68                                                      | 94                                                      |
| 2008                                                    | -                                                       | -                                                       | -                                                       |
| 2009                                                    | 222                                                     | 407                                                     | 99                                                      |
| 2010                                                    | -                                                       | -                                                       | -                                                       |
| 2011                                                    | -                                                       | -                                                       | -                                                       |
| 2012                                                    | 212                                                     | 105                                                     | 125                                                     |
| 2013                                                    | 241                                                     | 113                                                     | 140                                                     |
| 2014                                                    | 206                                                     | 95                                                      | 125                                                     |
| 2015                                                    | 202                                                     | 80                                                      | 102                                                     |
| 2016                                                    | 217                                                     | 71                                                      | 110                                                     |
| 2017                                                    | 302                                                     | 127                                                     | 140                                                     |
| 2018                                                    | 228                                                     | 91                                                      | 118                                                     |
| 2019                                                    | 257                                                     | 126                                                     | 136                                                     |
| 2020                                                    | 152                                                     | 68                                                      | 87                                                      |
| 2021                                                    | -                                                       | -                                                       | -                                                       |
| 2022                                                    | 348                                                     | 157                                                     | 198                                                     |
| 2023                                                    | 351                                                     | 106                                                     | 128                                                     |
| 2024                                                    | 336                                                     | 162                                                     | 161                                                     |

0,0: Schellebelle ·
2,8: Wichelen ·
5,8: Schoonaarde ·
9,7: Oudegem ·
12,5: Dendermonde ·
16,2: Baasrode-Zuid ·
18,2: Koude Haard ·
19,6: Buggenhout ·
21,6: Malderen ·
23,3: Molenheide ·
26,4: Londerzeel ·
28,2: Londerzeel-Oost ·
29,0: Ramsdonk ·
31,0: Kapelle-op-den-Bos ·
34,9: Heike ·
36,6: Hombeek ·
38,8: Brusselsesteenweg ·
39,6: Mechelen ·
42,6: Muizen ·
44,5: Hever ·
46,2: Biststraat ·
48,1: Boortmeerbeek ·
51,4: Haacht ·
52,5: Wespelaar-Heike ·
53,4: Wespelaar-Tildonk ·
55,8: Hambos ·
58,3: Wakkerzeelsesteenweg ·
59,4: Wijgmaal ·
64,1: Leuven